# Бързи срещи
Бързите срещи (на английски: speed dating) са формализиран метод за запознанства лице-в-лице, насърчаващ хора да се запознаят с голям брой непознати.
Първите бързи срещи са проведени в „Пийт'с кафе“ в Бевърли Хилс в края на 1998 г.

## Организация
Обикновено при бързите срещи се изисква предварителна регистрация. Мъжете и жените се разменят, за да се срещнат с всеки на редица кратки „срещи“, които продължават от 3 до 8 минути в зависимост от решение на организаторите, които осъществяват събитието. При повечето организатори жените остават седнали на отделни маси, а мъжете се редуват да сядат при тях. В края на всеки интервал от няколко минути организаторът издрънчава със звънец, почуква по чаша или дава сигнал със свирка, за да предупреди участниците да се преместят към следващата среща. В края на събитието участниците предават на организаторите списък с кого биха желали да се срещнат отново. Съществуват и варианти, при които участниците попълват резултатите си онлайн. Ако има съвпадения, участниците получават взаимно контактите на другия. По време на първоначалната среща не се разменят контакти с цел да се намали напрежението от директното одобряване или отказване на някой от кандидатите.

## Практика
Според някои бързите срещи имат значително предимство пред традиционните места за запознанства като барове и дискотеки, тъй като хората отиват на такива събития целенасочено, за да се запознават с хора. Участниците са групирани в конкретни възрастови групи, срещите са ограничени във времето и структурата на събитията намалява нуждата индивидът да се представи. За разлика от много барове бързите срещи се провеждат в сравнително тиха обстановка. Мястото трябва да е достатъчно тихо, за да могат хората да общуват спокойно. Обикновено бързи срещи се организират за необвързани хора.
Хората могат да посетят такова събитие сами, без да се чувстват не на място. В същото време това е нещо, което приятели (жени или мъже) могат да направят заедно.
Тъй като самите съвпадения на интереси се калкулират след срещите, хората не се чувстват притиснати да изберат или да отрежат някого лично. От друга страна обратната връзка също е забавена, тъй като участниците трябва да изчакат ден или два, за да пристигнат резултатите им от срещите.
Ограничението във времето гарантира, че участниците няма да са принудени да общуват прекалено дълго с безинтересен за тях човек, както и пречи на участващите да завземат изцяло времето на другия. От друга страна двама души, които решават, че са несъвместими, още в самото начало на срещата, ще трябва да останат с партньора си до края на определените минути.
Повечето събития от типа „бързи срещи“ събират хората на случаен принцип. Участниците срещат различни „типове“, които принципно не биха заговорили в клуб или бар. От друга страна събирането на случаен принцип пренебрегва сигналите, които хората използват, за да се заговорят в заведение, като например при нормален контакт очи в очи.

## Разновидности
По света съществуват различни разновидности на бързите срещи. Speed Dating с маски, без думи, с игри, както и с танци. При бързите срещи с игри участниците се събират около една маса и играят различни интерактивни игри, по време на които да се отпуснат и опознаят по-добре.
Всички разновидности си имат своите плюсове и минуси и е строго индивидуално кой вид запознанства е „най-успешен“. При запознанствата от стандартния тип бързи срещи човек има възможност да срещне повече хора от противоположния пол. Ако не хареса някого, след 3 до 8 минути идва следващият. При бързите срещи от тип „социални игри“ има по-задълбочен контакт с околните и участниците имат възможност да опознаят характерите си по време на играта. В случай, че не харесат някого, не са длъжни да комуникират с него, но трябва да „изтърпят“ присъствието му на масата до края на играта.

## Бързи срещи в България
Бързите срещи срещите навлизат през 2010 г. и стават все по-популярни в България.